# Edwin Howlett
Edwin Howlett (* 25. Mai 1835 in Paris; † 14. Juni 1914 ebenda) war ein britischer Kutscher und Lehrer für Fahrsport in Paris. Er war Meister der englischen Technik der Leinenführung und machte sie auf dem europäischen Kontinent bekannt.

## Leben
Edwin Howlett wurde als fünftes von acht Kindern des aus Norwich gebürtigen englischen Kutschers John Howlett (1805–1878) und dessen Ehefrau Susannah Matthews (1804–1872) geboren, kurz nachdem sein Vater als Fahrer von Richard Seymour-Conway, 4. Marquess of Hertford (1800–1870) mit der Familie nach Paris in die Rue Laffitte 2 gezogen war. Richard Seymour-Conway war ein Pferdekenner. Während der Herrschaft Louis-Philippes I. und Napoleons III. spielte er eine aktive Rolle in der Entwicklung des französischen Pferderennsports. 1835 erwarb er das im Bois de Boulogne gelegene Chateau de Bagatelle, weil es sich für seine pferdesportlichen Aktivitäten besonders eignete.
Wie sein Bruder Albert (1843–1873), der später zeitweise dem russischen Zaren Alexander II. als Fahrer diente, erlernte Edwin Howlett das Kutscherhandwerk bei seinem Vater und zeigte dabei ein außerordentliches Talent. Seine erste Stelle hatte er als Pferdepfleger bei der Prinzessin Elisa Baciocchi, der Nichte von Napoleon Bonaparte. Als 16-jähriger Hilfskutscher trat er in den Stall von Alexander von Horvath ein. Mit 17 Jahren wurde er Kutscher des Prinzen Pericles Gikha, der ihn 1852 damit beauftragte, dessen Pferde von Wien nach Paris zu überführen. 1853 wurde er zweiter Kutscher im Stall von Harriet Gardiner (1812–1869), der geschiedenen Gräfin d’Orsay, damals Mrs. Charles Spencer Cowper, Ehefrau des Besitzers von Sandringham House. 1855 übernahm er von seinem Vater, der seit 1853 die Stelle des ersten Kutschers bekleidet hatte, die Leitung des Stalls.
1864 machte er sich selbständig. Mitte der 1860er Jahre gründete er in der Rue Jean Goujon 15 im 8. Pariser Arrondissement seinen eigenen Stall, 1866 mit zehn Pferden und sieben Wagen. Binnen zehn Jahren hatte er drei angestellte Fahrer, 60 Pferde und viele Kutschen. Um 1894 verkaufte er das Grundstück, auf dem am 3. Mai 1897 der Bazar de la Charité eröffnete und am Folgetag in einer Brandkatastrophe unterging, und verlegte den Standort seines Betriebs 1895 an die Rue de Belles Feuilles 24 im 16. Pariser Arrondissement, damals städtische Peripherie am Bois de Boulogne. 1907 vergrößerte er den dortigen Betrieb um das Nachbargrundstück mit der Hausnummer 22. Außerdem eröffnete eine Filiale in der Rue de la Ferme 45 in Neuilly-sur-Seine, wo er Pferde verkaufte und vermietete. Um 1865 eröffnete er eine Linie zwischen Paris und Versailles, die in den 1870er Jahren mit der Kutsche „Le Rocket“ und in den 1880er Jahren mit der Kutsche „The Magnet“ besondere Beliebtheit erlangte. Die Linie wurde auch dazu genutzt, Fahrschüler auszubilden.

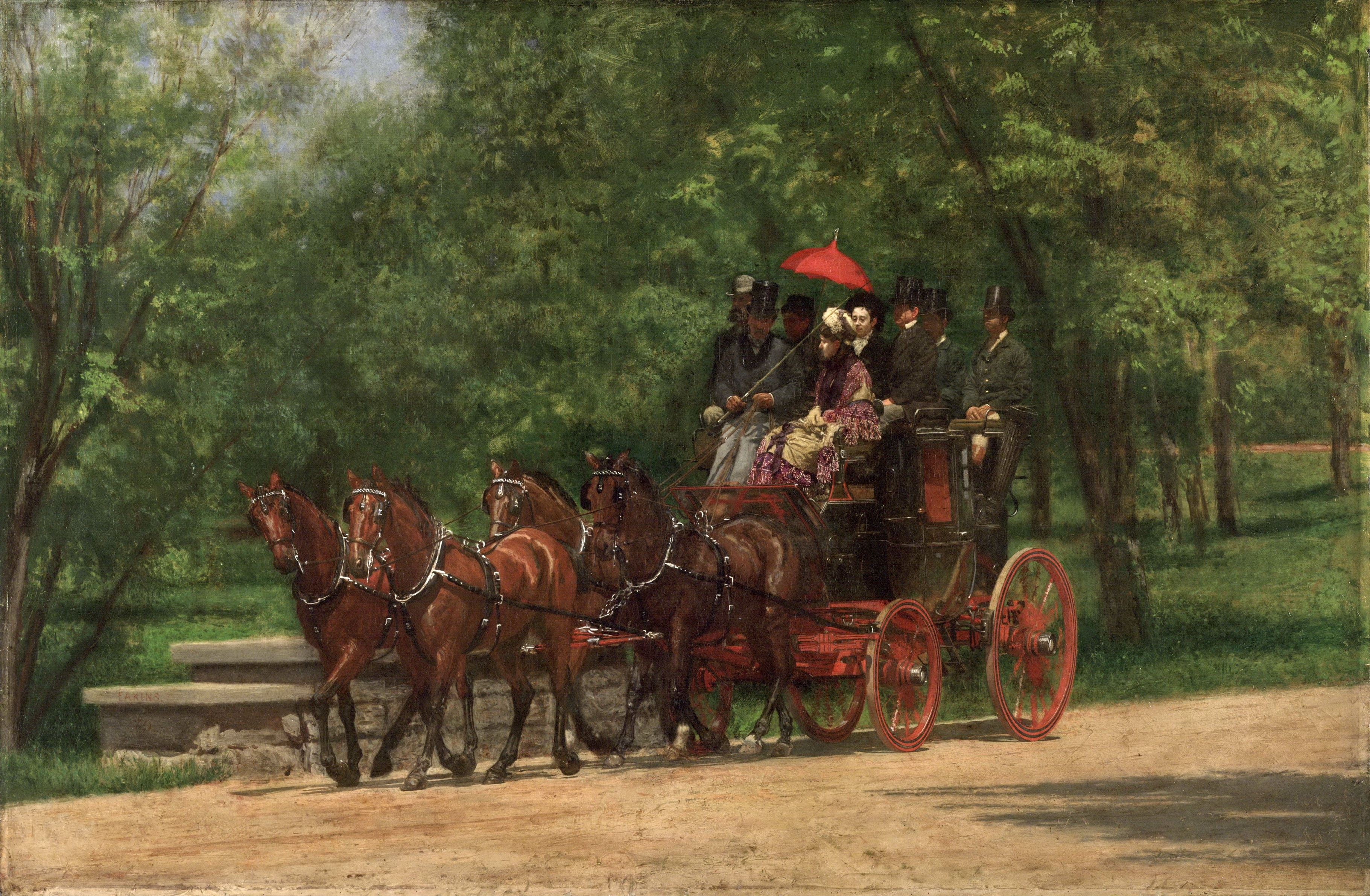
A May Morning in the Park (The Fairman Rogers Four-in-Hand), Gemälde von Thomas Eakins, 1879/1880

Es ist nicht bekannt, ob er bereits zu Beginn seiner Berufstätigkeit Schüler hatte, jedoch ist es wahrscheinlich, weil der Fahrsport damals einen Aufschwung erlebte und Howlett in Paris als einer der besten Meister der englischen Leinentechnik angesehen war. Diese Technik des Fahrens von Vierspännern, auch „Four-in-hand driving“ genannt, war für ihre sanfte und präzise Führung von Pferden bekannt. Spätestens 1865 begann er damit, den Fahrsport zu unterrichten. Als bevorzugter Fahrlehrer der Pariser Oberschicht machte er bald von sich reden. Viele Schüler kamen aus dem Ausland nach Paris, um bei ihm zu lernen, darunter viele US-Amerikaner, beispielsweise der Pferdeexperte Fairman Rogers. Seinen Unterricht gab er in Englisch, Französisch, Deutsch und Italienisch. In den 1890er Jahren war etwa Benno Achenbach, der Sohn des Düsseldorfer Landschaftsmalers Oswald Achenbach, sein Schüler, der Howletts Technik in Deutschland weiterentwickelte. Bis 1892 schrieb er das Fachbuch Leçons de Guides, das er seinem Freund widmete, dem Fahrsportler William George Tiffany (1844–1905), einem Cousin des New Yorker Juweliers Charles Lewis Tiffany und Schwager von Alva Vanderbilt Belmont. 1894 erschien das Buch bei R. H. Russell & Son in New York City unter dem Titel Driving Lessons auch in englischer Sprache und avancierte zur „Bibel des Fahrsports“. Um 1895 gab er rund 1200 Lektionen im Fahrsport pro Jahr. Seinen Namen tragen die Fahrkandare mors Howlett und der Ausbindezügel Howlett.
Aus seiner Ehe mit Elisabeth Botwright hatte Edwin Howlett fünf Söhne und zwei Töchter. Ihr Sohn Morris (1873–1939), das jüngste Kind, das Ende des 19. Jahrhunderts in die Vereinigten Staaten ging, wurde ebenfalls im Fahrsport bekannt, insbesondere als Lehrer, Berater, Begleiter und Organisator für Rennen und Routen, etwa für Lewis Rodman Wanamaker oder für James Hazen Hyde und Alfred Gwynne Vanderbilt, die ihn „Napoleon“ nannten, sowie für den 1901 gegründeten Ladies’ Four-in-Hand Driving Club in New York City, für den er mehr als zehn Jahre als „coaching whip“ arbeitete. An der New Yorker West 54th Street 151 unterhielt er bis etwa zum Ersten Weltkrieg einen Stall und eine Schule für Fahrsport.

## Schrift
- Leçons de Guides. Pairault & Cie., Paris 1893 (Digitalisat).